# Oligotoma inaequalis
Oligotoma inaequalis är en insektsart som beskrevs av Banks 1924. Oligotoma inaequalis ingår i släktet Oligotoma och familjen Oligotomidae. Inga underarter finns listade i Catalogue of Life.